# Тируварур
Тируварур (англ. Tiruvarur) — город в индийском штате Тамилнад. Административный центр округа Тируварур. Расположен в 24 км от Нагапаттинам, в 40 км от Кумбаконам и в 56 км от Танджавура.  Средняя высота над уровнем моря — 3 метрa. По данным всеиндийской переписи 2001 года, в городе проживало 56 280 человек, из которых мужчины составляли 51 %, женщины — соответственно 49 %. Уровень грамотности взрослого населения составлял 81 % (при общеиндийском показателе 59,5 %). Уровень грамотности среди мужчин составлял 85 %, среди женщин — 76 %. 10 % населения было моложе 6 лет.
Тируварур — родина известных индийских музыкантов и композиторов Тьягараджи и Мутхусвами Дикшитара. 